# Rubixantina
La Rubixantina (se encuentra también como amarillo natural 27) es un colorante natural que aparece en algunas plantas, siendo empleado en raras ocasiones como un colorante alimentario cuyo código es E-161 d. Se elabora de forma natural de la Rosa rubiginosa (rosa mosqueta). 